# Antepipona ceylonica
Antepipona ceylonica (лат.) — вид одиночных ос рода Antepipona (Eumeninae).

## Распространение
Южная Азия: Индия, Мьянма, Шри-Ланка.

## Описание
Мелкие осы: длина самок от 6,5 до 7,5 мм, самцы — 6—7 мм. Основная окраска чёрная с жёлтыми отметинами по телу. Задняя часть метанотума (заднещитинка) килевидная, обрывистая, с двумя возвышающимися бугорками или зубцами. 1-й сегмент брюшка лишь немного уже 2-го, не стебельчатый. Первый тергит брюшка без поперечного валика, равномерно выпуклый. Вторая радиомедиальная ячейка крыла не стебельчатая. Голени средних ног с одной шпорой. Представители рода Antepipona гнездятся в земле, взрослые самки охотятся на гусениц бабочек, которыми питаются их личинки. У вида Antepipona biguttata впервые для рода обнаружен случай взаимодействия с паразитическими веерокрылыми насекомыми, чьи червеобразные (бескрылые, без усиков и без глаз) представители были найдены под брюшными тергитами ос.